# (36953) 2000 SO267
2000 SO267 (asteroide 36953) é um asteroide da cintura principal. Possui uma excentricidade de 0.04093270 e uma inclinação de 3.26747º.
Este asteroide foi descoberto no dia 27 de setembro de 2000 por LINEAR em Socorro.